# Skunk Works

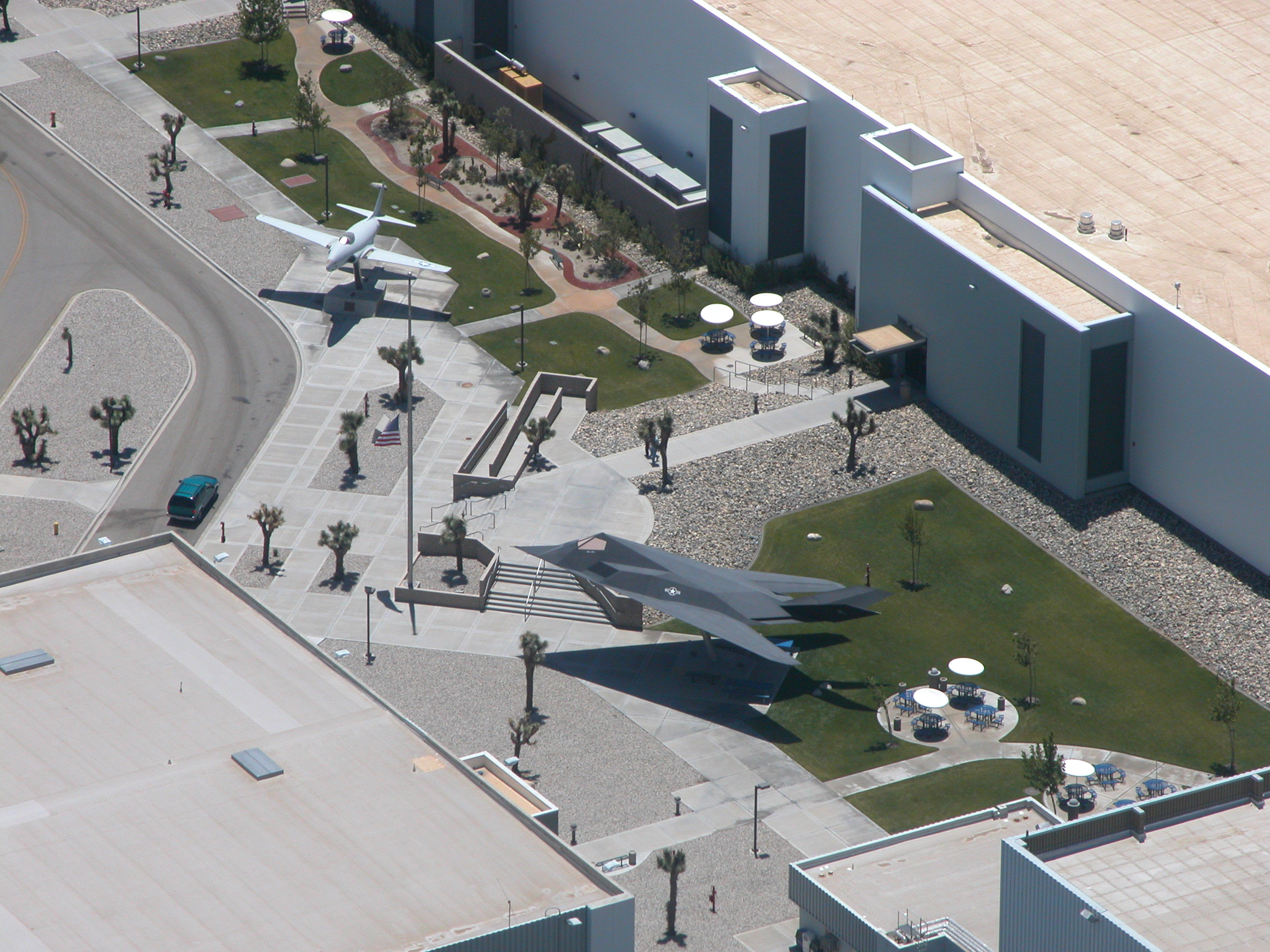
Il piazzale d'entrata della Skunk Works di Palmdale, California.

Skunk Works è la denominazione ufficiale della divisione della Lockheed Martin dedicata ai velivoli sperimentali, l'Advanced Development Programs (ADP), dall'inglese "Programmi di sviluppo avanzati", chiamata in precedenza Lockheed Advanced Development Projects.
La Skunk Works è la creatrice e sviluppatrice di molti progetti di velivoli rilevanti, fra i quali l'aereo spia U-2, l'SR-71 Blackbird, il caccia stealth F-117 Nighthawk e il caccia di 5ª generazione F-22 Raptor. Uno dei più grandi progetti che li ha visti impegnati è stato lo sviluppo del F-35 Lightning II (tuttora utilizzato da diverse aeronautiche militari mondiali e che è previsto possa avere una vita operativa di ancora 40 anni).
Nelle nazioni anglofone, il termine "Skunk works" o "skunkworks" è ampiamente utilizzato in economia, ingegneria, ed in campo tecnico per descrivere un gruppo all'interno di una organizzazione che gode di un elevato grado di autonomia e di libera circolazione da parte della burocrazia, con il compito di lavorare su progetti avanzati o segreti.

## Aerodine sviluppate
Stati Uniti
- Lockheed Martin Polecat
- Lockheed Martin Desert Hawk